# 塔尔纳克
塔尔纳克（法語：Tarnac，法語發音：[taʁnak]）是法国科雷兹省的一个市镇，位于该省北部，和上维埃纳省及克勒兹省接壤，属于于塞勒区。

## 地理
塔尔纳克（45°40'49"N, 1°56'49"E）面积67.46 平方千米，位于法国新阿基坦大区科雷兹省，该省份为法国中南部省份，北起上维埃纳省和克勒兹省，西接多爾多涅省，南至洛特省，东临多姆山省和康塔爾省。
与塔尔纳克接壤的市镇（或旧市镇、城区）包括：比雅、福拉蒙塔涅、拉塞勒、佩尔勒瓦德、圣梅尔莱苏西讷、图瓦维扬、维扬、朗普纳。

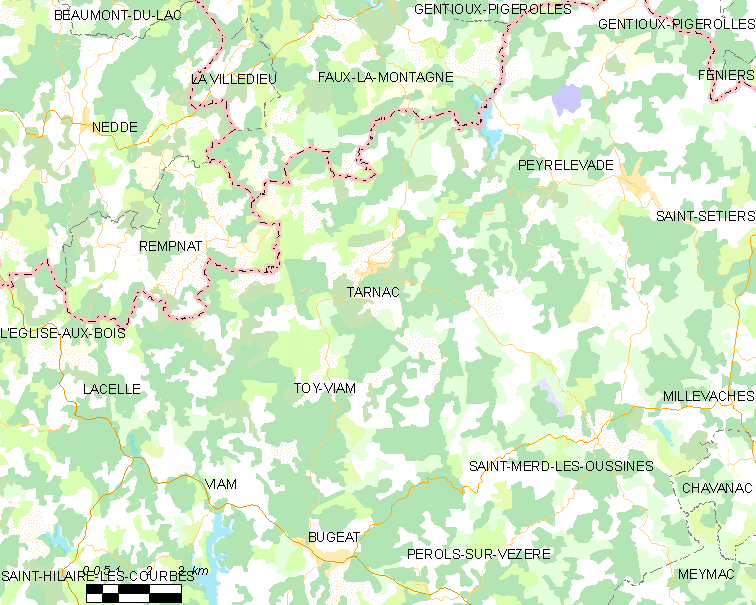
塔尔纳克的OSM定位图

塔尔纳克的时区为UTC+01:00、UTC+02:00（夏令时）。

## 行政
塔尔纳克的邮政编码为19170，INSEE市镇编码为19265。

## 政治
塔尔纳克所属的省级选区为米勒瓦什高原县。

## 人口

1962-2008年间塔尔纳克人口变化图示

塔尔纳克于2022年1月1日时的人口数量为338人。

## 交通
克雷兹省省道D109线和D160线在镇中心交汇。